# Gălești, Strășeni
Gălești este satul de reședință al comunei cu același nume  din raionul Strășeni, Republica Moldova. Comuna Gălești are 2.952 locuitori, iar satul 1.768.

## Istoric
Satul Gălești a fost menționat documentar la 1 martie 1528 cu denumirea Tutovinești:
„Cu mila lui Dumnezeu, noi Petru voievod domn al Țării Moldovei. Precum au venit înaintea noastră și înaintea boierilor noștri ai Moldovei Ana, fata Șăndrii, nepoata lui Martin și de a ei buna voie, de nimeni silită, nici asuprită și au vândut a sa dreapta ocină și uric a moșului ei Martin și din ispisoc ci l-a avut el dela cei mai dinainte de noi, Ilieș și Ștefan voievod, o bucată de pământ din hotarul satului ei din Tutovinești, slugilor noastre, Oanii și fraților ei Iuri și lui Ion, drept 120 zloți tătărești. ...

...

Iar hotarul acestei bucăți di loc di pământ, ci-i din hotarul satului din Tutovinești, s'ar fi începând din capătul pârâului a matcii țărinei până la capul pârlogului din vale, di acole la deal, până la hotarul Tătărăștilor, iară dinspre alte părți, după vechiul hotar, până unde s'au hrănit din vechiu.

...

Au scris Grigorie Bogzovici în Huși, 7036 (1528) Martie 1.”
Încă de pe timpul lui Ștefan cel Mare Gălești a fost un sat de răzeși, mici proprietari de pământ, stăpânirea cărora asupra satului este întărită în mai multe rânduri de domnitorii Moldovei. În 1617 domnitorul Radu Mihnea confirma stăpânirea răzeșilor asupra „siliștei Hălești”. În 1642 Vasile Lupu întărea lui Malcoci șetrarul „o jumătate de sat Golești” după o pâră cu Vasile Buznea. Domnitorul Grigore Ghica întărește în 1727 lui Todirașcu Clucerescu biv vel căpitan o serie de sate, printre care și Gălești. Recensământul din 1772-1773, făcut de administrația militară rusă, a consemnat și satul Gălești.  
Biserica „Sf. Mihail” a fost ridicată în 1788 și se supunea Episcopiei Hușilor.  În 1859 satul Gălești număra 140 de case și o populație de 649 de locuitori.
Istoria satului Gălești este strâns legată de dinastia boierilor Dicescu. Descendentul acesteia, Pavel Dicescu a absolvit Universitățile din Moscova și Berlin, a lucrat judecător la Orhei, secretar gubernial, secretar de colegiu, membru titular al Băncii Nobilimii, mareșal al nobilimii la Chișinău, președinte al Consiliului Arhivelor, al Societății Basarabene pentru ajutorarea învățământului, membru ales al Dumei de Stat a Rusiei. Retras la moșia din Gălești, Pavel Dicescu a construit un conac, o fabrică de cărămidă. S-a stins din viață la 12 martie 1909 în Sankt- Petersburg, dar a fost înmormântat în cavoul familial din Gălești. La începutul secolului XX satul Galești avea 229 de case și o populație de 1.804 persoane. În martie 1939 în Gălești, la invitația boierilor Dicescu, a concertat orchestra lui Barbu Lăutaru, un eveniment deosebit pentru, localnici și satele din zonă. În 1821 în localitate este construită o biserică de piatră.

## Populația
La recensământul din anul 2004, populația satului constituia 1776 de oameni, dintre care 49,89% - bărbați și 50,11% - femei. Structura etnică a populației în cadrul satului: 99,77% - moldoveni, 0,11% - ucraineni, 0,12% - alte etnii.
Conform datelor recensământului din anul 2004, populația la nivelul comunei Gălești constituia 2975 de oameni, dintre care 50,32% - bărbați și 49,68% - femei. Compoziția etnică a populației în cadrul comunei: 99,70% - moldoveni; 0,17% - ucraineni; 0,03% - ruși; 0,07% - alte etnii.
În comuna Gălești au fost înregistrate 891 de gospodării casnice în anul 2004, iar mărimea medie a unei gospodării era de 3.3 persoane.

## Personalități
Anastasia Dicescu născută la 27 februarie 1887 la Gălești, descendentă din familia boierilor Dicescu, fiica lui Pavel Dicescul, a fost solistă de operă, profesoară remarcabilă. A studiat la Conservatorul din Odesa și Academia de Muzică din Roma, a fost directoare a Operei basarabene, directoare și profesoară la Conservatorul „Unirea” din Chișinău, profesoară de canto la Conservatorul Național din Chișinău, solistă a Operei din Cluj, profesoară la Academia Regală de Muzică din București. În scenă a interpretat rolurile Violettei („Traviata”); Tatianei („Evgheni Oneghin”) etc. A cântat alături de celebri interpreți de operă, a colaborat cu George Enescu, Enrigheta Rodigo, Umberto Pessione. Anastasia Dicescu s-a stins din viață în anul 1945